# Божанства на подручју Хистрије
Божанства на подручју Хистрије  почела су да се поштују још у давно доба, док су  Истром корачали Хистри, а Римљани се полако настањивали и увлачили у сваку пору живота на Истарском полуострву, у време када је Јупитер, окружен својим пантеоном, био врховни бог, Истра је имала своје божанства. Тајанствене и до данас још увек непознати, њихови корени потичу из давно минулог доба, доба када писма нису постојала да забележе њихово постојање и моћ.
Пре доласка Римљана на простор Данашње Истре њом су владали Хистри и њихова моћна божанства - народ богате културе и традиције, с пантеоном у коме доминирају женска божанстава наспрам мушких. До данас обавијене велом тајне, пре свега због шкртих и штурих споменика, хистарске божанства и даље су врело занимњива.
Потекла од староседелачког народа хистарска божанства имала су значајан утицај на римску религију са којом су Римљани долазили у контакт, а понајвише су то били Грци. Осим изворних римских божанстава, која су под утицајем грчке митологије и иконографије попримила и одређена својства грчких богова, Римљани су поштовали и нека оријентална божанства, као и понека од аутохтоних чије су култове сусрели у освојеним провинцијама, каква је нпр. била Истра.

## Хистри у Истри
Истру географски према континенталном делу одређује на истоку залив Прелука, на северу масив Ћићарије, а западно залив Миља (лат. Muggia). Говорећи о етничком простору Хистра, он се не односи на читаво полуострво. Обрађени подаци до 2013. године говоре да је њихов простор био ограничен на западу реком Рижаном (лат. Formio), северно и североисточно масивом Ћићарије и обронцима Учке, источно реком Рашом (лат. Arsia), која је уједно била и етничка граница према Либурнима.
Промене које су се догађале током 12. века п. н .е. упућују на појаву Хистра на овим просторима. У то доба  староседеоци Истре у брозаном добу и оснивачи утврђених градина наједном нестају. На великом броју градина живот се једноставно угасио, док се на другима наставља, а претпоставља се да је дошло до оснивања нових насеља истог типа. Највећа и најизраженија промена је начин сахрањивања инхумацијом односно, спаљивањем покојника, који се протеже кроз цео 1. век п. н. е. Док становнике бронзаног доба можемо називати Индоeвропљанима, становници градина у гвоздено доба етнички су одређенији.
Хистри се на подручју истарског полуострва појављују у 11. веку п. н. е.  удружени у политичку заједницу која се није поклапала с уређењем праисторијскиh племена. На челу савеза је био краљ, а савезе су сачињавали родови на чијем су врху били поглавари.
Градинска насеља Хистра која су до данас позната одређују управо жарне некрополе, које се уобичајено налазе у непосредној близини градина или унутар простора насеља опасаних каменим бедемима.
Хистри су се највише бавили  сточарством, земљорадњом, ловом, риболовом и разним другим   занатима. Обрађивали су кости и рогове, од тога израђивали разне алатке и делове накита. Бавили су се ткањем, што је видљиво у прилозима из женских гробова (керамички пршљенови за преслице, калемови за наматање нити, утези за ткалачке станове, чешљеви за збијање нити при ткању и други предмети). Обрађивали су метал ливањем у калупе и ковањем гвожђа, али и поправљањем бронзаног посуђа и крпљењем, лимовима и закивцима. Осим метала, обрађивали су и камен, коха су користили за градњу насеља, некропола, кипова божанстава. Посебна вештина Хистра виђена је у обликовању скулптура и геометријских рељефа на плочама и жртвеницима из Незакција.
Добар географски положај утицао је на сусрете Хистрана са различитим културама.  На то указују бројни предмети прекоморског порекла, нађени приложени у гробницама најбогатијих Хистра, који су се бавили поморским активностима.

### Хистрија у античком периоду
Већ у 3. веку п. н. е. Римљани показују интересовање за истарскополуострво из привредних и политичких разлога. Године 221.п. н. е., хистарска племена почињу губити самосталност, а њихову територију запоседа римска војска са циљем кажњавања хистарских гусара који су нападали римске бродове. То ће довести до рушења насеља Хистра уз обалу Истре. Тит Ливије у својим списима спомиње Хистре за времена римског одлучујућег похода - и у њима спомиње два краља из 2. века п. н. е., што доводи до закључка да су Хистри били у фази обликовања сопствене државе.
Због константних сукоба са Хистрима, Римљани 181. године п. н. е. као војну базу оснивају Аквилеју. Када је 177. године п. н. е. пао Незакциј, прекинут је самосталан развој Хистра. То подручје отада се контролише споразумним договором између Римљана и хистарских заједница – додуше, у то време Истра није била у целости римска, али су Римљани успели да обезбеде одговарајућу контролу у њиховом већем делу. Такође  су отели и већи део земљишта од аутохтоног становништва које је населило колонизирано становништво, и на њима организовали пространа имања. Преостало земљиште припало је аутохтоном становништву, али уз одређене услове, само за лов и/или испашу.
Хистри су били ограничени сужавањем привредне и политичке аутономије, а имали су и забрану гусарења, приступа римској војсци и забрану размене добара са суседним племенима, са којима су размењивали основне предмете за живот. У 1. веку п. н. е., за време Цезара, на већ насељеним местима, основане су многе римске колоније у којима је насељено до триста становника.
Градови на истарској обали увек су били лојални римској управи и нису учествовали у грађанским ратовима. За време Октавијана, граде се познати споменици попут славолука Сергијеваца, амфитеатра у Пули Аугустов храм, кроз које се можемо пратити процват римског урбанизама и градитељства и у колонијама.
- За време Октавијана, граде се познати споменици у Истри
- Амфитеатар

У том углавном мирном раздобљу, истарско полуострво доживљавало је и економски и друштвени процват. Цар Аугуст проширио је подручје Италије прикључењем већег дела истарског полуострва северноиталијснкој покрајини Венецији, чиме настаје и десета италска регија – Венетиа ет Хистриа. Истра је подељена на три дела према колонијалним градовима Пула, Пореч и Трст.
Процес романизације у Истри, који је кулминирао прихватањем латинског писма, уметности и културе, не шири се само из новооснованих поседа у унутрашњости Истре већ и из приобалног подручја где су власници били цареви и чланови царске породице. За време римске владавине, привреда у Истри се заснивала на узгоју пшенице, маслина и винове лозе, а уз обалу на риболову и узгајање шкољака, о чему говоре и антички писци Плиније и Касиодор.
Друштвени и јавни живот одвијао се на форумима као и у остатку античког света, а у вилама рустикама и мањим вилама постојали су ларарији и домаћа светилишта у којима су нађени заветни жртвеници грчким, италским, оријенталним, али и аутохтоним божанствима.
Романизација је постепено утицала на староседилачко становништво, и прекинула је развој традиционалне аутохтоне културе и стопила се са тековинама римске цивилизације. Прво је напредовала дуж обала Истре, али се са Аугустом шири и у унутрашњост Истре.
На подручју пулског агера откривен је велик број заветних жртвеника који спомињу аутохтона божанства. Већину тих жртвеника створени су староседеоци који су више веровали у снагу аутохтоних култова, него у службена римска божанства. Аутохтоно становништво очувало је обичај инценерације (спаљивања покојника) те уношења пепела директно у јаму без икаквих урни.
Под осталим царевима Истра се није превише мењала. У доба Хадријана у 2. веку Истра је подељена на четири управна подручја којим су управљали конзули. Након 395. године од увођења нетолерантног кршћанства као државне религије, дели судбину западних покрајина Царства, када започиње нагла привредна и друштвена декаденција, чему доприносе и упади и разарања ваварских племена, укњучујући и Словене.

## Опште информације
Надгробни и јавни споменици с уклесаним именима божанстава показују како се и колико ширила романизација на подручју Истре. Иако је римска традиција била присутна, ипак су на римским епиграфским споменицима сачувана бројна предримска хистарска божанства и веровања. Није само бројност та која је привукла пажњу научника за аутохтоним истарским култовима и божанствима која су они поштовали, већ и чињеница да су сви, осим једног, посвећени женским божанствима.
Јулијан Медини приметио да је међу дедикантима који су подигли ове хистарске жртвенике било више досељеника, а мање аутохтоног становништва. Најчешће се радило о Грцима, Италицима и Оријенталцима, различитога социјалног статуса, али углавном ослобођеним грађанима и робовима. Међу дедикантима има подједнако жена и мушкараца. Иако су споменици распрострањени по читавом истарском полуострву, многобројност налаза уочава се у градским средиштима на подручју Истре као што су Пула и Незакциј.

## Аутохтона хистарска божанства
Богат духовни живот код аутохтоног становништва античке Истре био је одраз њихове културе и друштвеног живота који су се развијали кроз векове. Захваљујући духовном наслеђу могу се сложити неки од делови свакодневног живота домаћег становништва. Аутохтони култови на истарском тлу у римско доба били су популарни и истовремено се поштовали као и царски култови, односно аутохтони и царски култови имали су исто значење.На то је утицала толеранција Римљана на неримску религију. Колонисти, слободњаци или робови брзо су прихватили домаћу религију заједно са римском државном и стављали се под њену заштиту, највероватније да би тим чином осигурали боље животне услове на новим просторима живљења.
До касног римско доба поштовала су се аутохтона хистарска божанства. Од богиња наводи се њих дванаест: 
- Хистрија (Histria), чији су споменици пронађени на неколико места у Истри (заветни олтар из Пореча, Незакција и Пуле и надвратник из Ровиња). Ово божанство се поштовало на ширем подручју Истре.
- Еја (Eia), чији налази  постоје на неколико локалитета у Истри: два заветна олтара из Незакција, мали слемењачки храм такође са истог локалитета, заветни олтар из Пуле и заветни олтар из Двиграда.
- Борија  (Borias), чији је заветни жртвеник  пронађен у Пули,  је изворно Хистрино божанство, претпоставља се да је  богиње ветра која је дувала са севера у Истри (етимолошки сродно древном грчком богу северног ветра), што је вероватно у корену речи данашњи назив северни ветар - бура.[8]
- Ирија (Iria), чији је заветни споменик  синкретичког имена Ирија Венера пронађен  у насељу Јесеновик налази се у натписном пољу са словима исклесаним у конвексном рељефу у четири реда. Натпис гласи: „Ирији Венери Феликули, ћерка Гаја Валерија Оптата испуњава завет од срца за заслуге“. Није познато где се данас налази споменик.[8]
- Трита ,
- Небре (Nebres), чији је  мали заветни олтар пронађен на подручју Пуле, у натпису у три реда стоји: „Небрама. Трећи Августов роб за Барбару (или Барбара). Текст због своје књижевне форме датира из старијих периода и припада споменицима рустичне форме. Име Небрес означава хистарска божанства, можда маглу, таму или уроке.[8]
- Сентона (Sentona), има неколико откривених споменика  на неколико подручја у Истри: у Пломину, Лабину и Катуну код Бољуна.
- Ајтика,
- Јутосика (Iutossica), чији је жртвеник пронађен у Лабину и има три дела. Натпис гласи: „Син Тита Граније Волтимеса Руфо Јутосики испунио је свој завет с радошћу према заслугама“. Текст је у четири реда.[8]
- Ика (Ica), као божанство поштовало се на подручју Пломина, а име божанства сачувано је у имену малог рибарског села у близини Ријеке. Рељеф показује да је богиња била заштитница маслинарства и воћа. Стога је приказан са маслином, попут генија у Силвановом култу из Бузета. Постоји могућност да је повезана са једном од латинских богиња плодности и пољопривреде.[8]
- Сеиксомнија Леуцитика,

Мада се наводе и Минерва Фланатика  и Полатика, а у посветама се јавља Еиа, док се под називом Еиа Аугуста налазе три натписа из Пуле, 2 из Незакција и 1 натпис из Двиграда.

### Богиња  Хистрија
Богиња Хистрија или  хр. Божица Хистрија је позната под разним именима на подручју Истре: Histria, Terra Histria, Histria Terra ili Istria. Култ Хистрије се налазе на жртвеницима са посветама у Незакцију, Пули, Ровињу и Поречу, што указује на то да је била присутнија значајно више него остала остала божанства. Сматра се да је Хистрија била заштитница подручја Истре, њених становника, односно читавог народа Хистра.
За жртвеник посвећен Хистрији пронађен у близини Незакција, на путу који је водила према Пули,  претпоставља се да је дар богињи који јој је посветио неки роб или робиња.
Божица из Незакција носи име Terra Histria. Споменик је масиван камени блок, јако оштећен, са уништеном  базом и делом натписа, док је преостали део натпис читљив, и гласи:  
THALA[SSA] / [D]ECIORVM / TERRAE HIS[T] / RIAE V·S·L·M.

Нису познате њене остале карактеристике као ни њен изглед јер нема сачуваних приказа у рељефу или скулптури. Упоређивањем са неким римским богињама, неки истраживачи су дошли до занимљивих закључака, па је тако
...ово аутохтоно божанство, према Мирјани Санадер  римска богиња Terra Matre,  која је била, заштитница неке провинције или неког краја, у Истри, што указује на присутност кроз Terram Histriam, једну од заштитница присутних на истарском полуострву, заштитницу Истре. Ове чињенице упућују на то како Хистриа није аутохтоно божанство, већ римска богиња, уклопљена у живот аутохтоног становништва.
Велики број споменика на подручју Пореча, Пуле, Ровиња, где нису пронађени трагови аутохтоних божанстава, осим споменуте Хистриае, сведочи у прилог тези да су сви дедиканти били италијанске провенијенције, осим једне робиње или роба грчког порекла, који подиже споменик у част својих власника.
И у другим су регијама поштована слична божанства, односно исте богиње под различитим именима, са циљем заштите подручја и становништва које је тамо живело. На подручју Истре сачувана су само четири заветна натписа епихорском божанству, које носи име регије, Deciorum Terrae Histriae. Она је вероватно некада била заштитница целог географског подручја Хистрије и њених становника Хистра.
Култ се појављује и касније у римско доба, најчешће у 3. веку, али тада се пише у чисто римској форми као Истриа.
Римска богиња Terra Matre  или Tellus  била је божанска мајка земље и њене плодности, аналогна грчкој богињи Геји. Порекло имена богиње Tellus (Телура)  потиче из староиталијанске речи талам што значи површина (равница). Осим што је Телура  првенствено богиња вегетације јер штити клијање, раст и развој вегетације, она је и богиња плодности људи и животиња јер штити њихов развој већ од самог плода. Као аграрно божанство, Телура је имала две прославе сетве и пољских радова. Сматра се да је она сталног датума 5. априла.. Тако је Телура била највише налик богињи Церери (грч. Деметра). Будући да се Tellus почела поистовећивати са божанством Terra Matre, више се није јављала у божанском пару с нижим божанством Tellumno. Од тада се Tellus и даље поштује као божанство плодности земље и живих бића, али је под грчким утицајем као Terra Matre добила земаљско – подземни елемент повезан с култом мртвих. Од 1. века п. н. е.  јављају се заједнички заветни натписи Terrae Matri и Манима, а као симбол појављује се змија.

### Богиња Ика Аугуста
Богињи Ики Аугусти, која је из предримског периода, посвећене су две аре: једна потиче из Пуле (богиња Iki Aug(usti)), а из Пломина ара с натписом Ica Aug(usta), која је била постављена изнад извора, па се може претпоставити да се ради о заштитници вода. Осим Велике Мајке, богиње повезане с плодношћу су већ споменута Ика и Ајтика, чији рељефни прикази на споменицима упућују на ову везу.

### Богиња Ајтика
Ајтика се спомиње само на једној ари, откривеној у Рапцу191 . Аутохтони култ Ајтике на натпису није сачуван у истом именском облику, већ у синкретистичкој форми. Могуће је са сигурношћу рећи да култ Ајтике уз култове Сентоне, Ике и Јутосике одражава доминацију женских култова код аутохтоног становништва Лабинштине. Додавање епитета Аугуста аутохтоној богињи само је један од облика којима је романизација желела разјаснити етничку чистоћу епихорског становништва у подручју религије и културе193 .
Ајтика је приказана као богиња која седи на трону са жезлом у руци, док се код Ике не наилази  на тако детаљан приказ, иако је видљив   приказ змије на једном од споменика.
Сличност имена Ика, Ајтика и Јутосика воде закључку да су ове три богиње биле повезане међусобно, али и својим улогама.

### Богиња Јутосика
Култ Јутосике познат је само с једног натписа на истарском подручју. Заветну ару из Албоне, Луције Граније Руф посвећује Јутоссицае, за коју се сматра да је највероватније локално поштована нимфа (као персонификација воде).194
Овај епиграф је био познат још П. Стицоттију исто као и А. Маyеру коме је Јутосика била потпуно непознато божанство. Занимљиво је да се овај епихорски култ вода не јавља у синкретистичкој форми с апелативом Аугуста. Није пронађена ни једна скулптура или рељеф који би Јутосику приказао у ликовној форми.

### Богиње Борија и Небре
Борија и Небре припадају групи богиња природних појава. Борија је највероватније била персонификација буре, на шта упућује њено име, док су Небре биле богиње магле и олује, на шта такође  указује њихово име.195
Подаци о божанству Небрес врло су оскудни. Позната је само једна заветна ара из Пуле, посвећена Небрама од царске робиње Терције. Рустичне је форме и датира се у 1.– 2. век. О пореклу имена богиње Небра мишљења се разилазе. Маyер сматра да је Небрис истарско боћанско име (као и Ица), међутим оно је потврђено у Далмацији, на једном натпису из Задра и на једном из Солина. Момсен порекло речи Небрис тражи у грчком и претпоставља да је то назив за кожу ланета којом су биле заогрнуте бакханткиње.196 Деграси не сматра ову претпоставку тачном и наводи мишљење Е. Поласцхека како је Небрес заједничко име за локалне нимфе повезане с мистичним култом. Г. Алфöлдy мисли да ово заједничко име није илирско, дакле да оне нису локалне нимфе. V. Јуркић пак божице Небрес укључује у једно од женских епихорских божанстава природних појава, наводећи је у једнини као богињу олује. Међутим, облик Небрибус који се јавља на споменутом натпису, јасно наводи да је у множини и да се ради о богињама олује.

### Богиња Трита
Богиња Трита је због места проналаска њеног споменика на подручју римских терми, била повезана с водом, мада неки археолози сматрају да је била нимфа здравља.

### Богиња Ирија
Ирија (Ириа), се у римској верзији јавља као Ирија Венера (Iria Venus), или као локална богиња препозната у римском божанству Венери.  Из Фланоне потичу два натписа (CIL III 3032; CIL III 3033) на којима се спомиње богиња Ирија. На првоме се спомиње као Ириа Аугуста, а на другоме као Ириа Венус.
Еја и Ирија се поистовећују са римским богињама: Еја са Боном Деом, а Ирија с Венером. Верује се да су аутохтоне, иако показују неке особине сличне оним код римских богиња.

### Богиња Сексомнија Леукитика
На споменику пронађеном крај Каројбе (Ровињско село) спомиње се Seixomnia Leucitica198, за коју се претпоставља да је представљала неко домаће илирско женско божанство. Овај споменик је најстарији познати натпис из Истре, који упућује на постојање култа овог хистарског божанства на агеру колоније Полае.
Поштовање њеног култа вероватно потиче још из доба Хистра. Едикулу су јој први посветили грађани колоније Полае. Елементи који указују на старост натписа су: писмо, старији етник Полатес (уместо млађег Поленсес) и име богиње у дативу са завршетком на –аи уместо –ае (Seixomniai Leuciticai).
Неки аутори мисле да је ова богиња келтског порекла (су-еxс-обн-иа), са значењем „врло неустрашива“, а да је Леуцитица само њен додатак. Због изоловане појаве ове локалне богиње с двочланим именом у западном делу Истре, врло је тешко одредити њен божански карактер и значај.

### Богиња Сентона и Трита Аугуста
Натписи посвећени Сентони и Трити Аугусти пронађени су на источном подручју Истре, нешто чешће на подручју Либурније. Уз то представљају илирска имена, па су вероватно и сама божанства илирског порекла. Док је Сентона на подручју истарског полуострва откривен у само једном споменику, на либурнском подручју она се јавља чак осам пута. Спомиње се податак да је Сентона слична грчкој богињи Хери,Girardi Jurkić, 1979-1981,  односно римској Јунони, што не наилази на никакве потврде у налазима везанима за богињу. Неки аутори верују да њено име потиче од келтског назива за пут.
Сентона је била локално илирско божанство, вероватно персонификација неког извора. Неки мисле да је име Сентона (као и Матрона и Епона) келтског порекла, јер је наставак -она карактеристичан за илирска женска имена. Шашел сматра, спомињући натпис из Катуна (код Пазина) да је поштовање Сентониног култа претежно на источној обали Истре у подручју данашњег Лабина, док Д. Рендић-Миочевић који на наведеном либурнско – истарском подручју спомиње уз Сентону низ локално поштованих нимфи или персонификација вода, као што су Еја, Јутосика, Ика, Трита и Латра. Исто мишљење о свему има и В. Јуркић који Сентону убраја у аутохтона женска божанства с подручја Истре, а све њене заветне натписе датира на прелазу између 1. и 2. века.

### Бог Мелосок
Познато је само једно мушко божанство предримског порекла, Melosocus, коме се посвета појављује као Melosoco Augusto и као Melosoco 205 Два натписа пронађена су код цркве Светог Теодора близу Ракља – Крнице. У јами Голубинчина, недалеко Ракља– Крнице, откривен је један жртвеник с грчким натписом ΘΕΩ ΜΕΛΙΣΩΚΩ. Дедикант овог жртвеника носи латинско име, написано грчким алфабетом ΣΙΛΟΥΕΣΤΕΡ (лат. Silvester).
Melosocus је потврђен и као лично име у Истри, у којој се завршетак -ocus појављује у многим личним именима У Незакцију је пронађен известан број античких натписа на малим жртвеницима, са посветама локалним хистарским божанствима у романичком облику што показује да је живот у граду био врло активан и одржаван и након римске владавина, задржавајући при томе и неке аутохтоне елементе.
- Споменик аутохтоном божанству, 1-2. век, Истра